# Luigi Facta
Luigi Facta (født 16. november 1861 i Pinerolo, Italien - død 5. november 1930 samme sted) var en italiensk politiker, journalist og den sidste demokratiske premierminister i Italien, før Benito Mussolini blev diktator.